# Luka Maisuradze
Luka Maisuradze (gruz. ლუკა მაისურაძე; ur. 30 stycznia 1998) – gruziński judoka. 
Złoty medalista mistrzostw świata w 2023; brązowy w 2019, 2022 i 2025; uczestnik zawodów w 2021, a także zdobył dwa medale w drużynie. Startował w Pucharze Świata w 2022 i 2024. Mistrz Europy w 2022 i trzeci w 2020. Trzeci na igrzyskach europejskich w 2019, a także na MŚ juniorów w 2018. Pierwszy na mistrzostwach kraju w 2018 i 2021 roku.